# Gewässernamen auf -born
-born ist eine in einigen deutschsprachigen Regionen verwendete Gewässernamensendung. Verbreitet ist es vor allem im Mittel- und Niederdeutschen. Als Appellativum findet sie auch für Täler und Siedlungen Verwendung – teils in einem ursächlichen Zusammenhang. -ichen und -lin sind Diminutivformen.

## Etymologie
Als Appellativum ist -born neuzeitlich. Die erste belegte Form einer Fließgewässerbenennung mit -born datiert aus dem Jahr 1469. Die Namensbedeutung ist identisch zu -brunnen und leitet sich vom althochdeutschen prunno beziehungsweise dem mittelhochdeutschen borne ab und bedeutet „Quelle bzw. Quellwasser“.
Als Grundwort ist born bei Gewässern nicht sehr häufig, noch weniger die Verbindung mit -bach, abgeleitet vom urgermanischen bourn (Bach). Die Wortbildungen mit -born als Grundwort sind durchweg neuzeitlich. Verwendet wird der Name für kleine Bäche, insbesondere für unbedeutende Bergquellen. Die Diminutivform -ichen geht zurück auf den niederdeutschen Suffix -ichīn. Nachweisbar ist diese Form seit dem 11./12. Jahrhundert. Das Diminutiv -lin geht zurück auf -ilîn, mittelhochdeutsch -līn.
Wo eine Siedlung einen mit einem Gewässer identischen Namen hat, gilt fast ausnahmslos, dass der Gewässername nachträglich auf die Siedlung übertragen wurde. Von Anbeginn an sind natürliche Örtlichkeiten wie Berg, Bach oder Wald schon da und erhielten Namen. Menschliche Ansiedlung erfolgte grundsätzlich später. Sie löste vielfach eine Periode des Nomadentums ab. Sesshaftigkeit tritt erst in einer noch späteren Kulturepoche auf und erst dann ergab sich die Notwendigkeit, menschlichen Niederlassungen Namen zu geben. Ein Ortsname mit -born verweist auf eine natürliche Quelle, so liegt beispielsweise in der Innenstadt Paderborns das Quellgebiet der Pader.

## Beispiele (Gewässer)
Entsprechend der neuzeitlichen Namensbildung sind die Bestimmungswörter durchweg verständlich.

### -born als Grundwort
Bildung auf -bach
Kalteborns-Bach, Kaltenborner Bach, Silberbornbach
Bildung mit beschreibendem Appellativ
Jägerborn, Hadeborn, Heiliger Born, Kuhborn, Odeborn, Weißenborn
Zusammenrückung mit Bildung auf -er in ethnischer Form von Ortsbezeichnungen
Brunsdorffer Gemeine Born, Sickeroder Born, Wennhageborn
Bildung mit Diminutiv
Börnichen, Glockenbornlin

### -born als Bestimmungswort
Born-Graben

## Beispiele (Siedlung)
Neben schon länger übernommenen Gewässernamen, wandelten sich in der jüngeren Vergangenheit einige der Siedlungsnamen vom älteren -brunn zum neuzeitlichen -born.

### -born als Grundwort
Bildung mit beschreibendem Appellativ
Eisborn, Negenborn, Silberborn
Bildung mit beschreibenden Appellativ (Wandlung von -brunn)
Sonnborn